# Michelan Sisti
Michelan Sisti (* 27. Mai 1947 in San Juan, Puerto Rico) ist ein US-amerikanischer Schauspieler und Puppenspieler.
Seine meisten Rollen spielte er in Jim Hensons Creature Shop. Eine seiner bekanntesten Rollen war die des „Michelangelo“ oder auch „Mikey“ in dem Film Turtles von 1990 und in der Fortsetzung Turtles II – Das Geheimnis des Ooze. Außerdem spielte er diverse Rollen in der Fernsehserie Die Dinos die von dem Fernsehsender ABC produziert wurde. Darunter die der „Charlene Sinclair“. Er hat sich auf so genannte „full-bodied“ Charaktere spezialisiert, also Rollen, in denen er ein Ganzkörper-Kostüm tragen muss. Zuvor spielte er am Broadway Theater und war auch in diversen anderen Fernsehserien zu sehen, unter anderem in Raumschiff Enterprise: Das nächste Jahrhundert als „Ferengi Trol“. In der amerikanischen Fassung der Sesamstraße wirkte er ebenfalls mit.

## Filmografie (Auswahl)
- 1991–1994: Die Dinos (Dinosaurs, Fernsehserie, 63 Folgen)
- Muppet Show
- 1990: Turtles (Teenage Mutant Ninja Turtles)
- Sesamstraße
- 1991: Turtles II – Das Geheimnis des Ooze (Teenage Mutant Ninja Turtles II: The Secret of the Ooze)
- 1994: Raumschiff Enterprise: Das nächste Jahrhundert (Star Trek: The Next Generation, Fernsehserie, eine Folge)
- 1994: Babylon 5 (Fernsehserie, eine Folge)
- 1997: Buddy
- 1997: George, der aus dem Dschungel kam (George of the Jungle)
- 1998: Lost in Space
- Muppetsfest
- 2010: Cats & Dogs – Wie Hund und Katz (Cats & Dogs)